# Дуглас, Джейсон
Джейсон Скотт Дуглас (англ. Jason Scott Douglas; род. 14 февраля 1973 года, Арканзас, США) — американский актёр кино и дубляжа, известный по роли Тобина в сериале «Ходячие мертвецы». Играл роли в таких сериалах как «Потерянная комната», «Во все тяжкие» и «Оставленные», а также появлялся в фильмах «Город грехов» и «Джек Ричер 2». Помимо этого, является актёром озвучивания англоязычных версий аниме, принимая участие в дубляже таких мультсериалов как «Темный дворецкий», «Крестовый поход Хроно» и «Кайдзю № 8».

## Карьера
В начале 90-х, Джейсон Дуглас поступил в театральную школу Хьюстонского университета, так как чувствовал, что ему нравится выступать перед публикой. После окончания университета, Джейсон Дуглас подрабатывал в театрах в Хьюстоне, пока друзья, работавшие с компанией, которая занималась дубляжом аниме, не позвали его попробовать себя в озвучке. Данная работа пришлась ему по душе и продолжил заниматься дубляжом, попутно выступая в театрах.
С 2003 года Джейсон Дуглас начал играть небольшие роли в фильмах, а также на телевидении. На протяжении трех эпизодов он играл роли в сериалах «Потерянная комната» и «Во все тяжкие». Его первой крупной ролью, принесшей ему известность, стала второплановая роль Тобина — жителя Александрии в сериале «Ходячие мертвецы», которую он играл на протяжении 25 эпизодов с 2015 по 2018 год.
В 2018 году, Джейсон Дуглас на протяжении трех серий играл Сатану, в 3-м сезоне популярного сериала «Проповедник». Также, продолжает заниматься дубляжом аниме, таких как «Моя геройская академия. Фильм 3» и «Кайдзю № 8».

## Фильмография

### Роли в фильмах
| Год  | Название на русском                    | Оригинальное название                         | Роль                    |
| ---- | -------------------------------------- | --------------------------------------------- | ----------------------- |
| 2003 | Подержанные львы                       | Secondhand Lions                              | помощник                |
| 2005 | Город грехов                           | Sin City                                      | наемный убийца Стэн     |
| 2006 | Помутнение                             | A Scanner Darkly                              | менеджер фермы          |
| 2007 | Резвая                                 | Ruffian                                       | охранник                |
| 2007 | Планета страха                         | Planet Terror                                 | Льюис                   |
| 2007 | Старикам здесь не место                | No Country For Old Men                        | таксист в мотеле        |
| 2007 | Предчувствие                           | Premonition                                   | доктор                  |
| 2008 | Библиотекарь 3: Проклятье иудовой чаши | The Librarian: The Curse of the Judas Chalice | Айван                   |
| 2010 | Мачете                                 | Machete                                       | патрульный              |
| 2012 | Стукач                                 | Snitch                                        | Уэйн                    |
| 2013 | Парклэнд                               | Parkland                                      | Кен Хоу                 |
| 2014 | Пророк вне закона: Уоррен Джеффс       | Outlaw Prophet: Warren Jeffs                  | Рой Ходжс               |
| 2014 | Бухта спасения                         | Deliverance Creek                             | майор Фрэнк Маккалистер |
| 2014 | Мужчины, женщины и дети                | Men, Women & Children                         | Рэй Белтмейер           |
| 2016 | Джек Ричер 2: Никогда не возвращайся   | Jack Reacher: Never Go Back                   | шериф                   |
| 2018 | Испытание огнем                        | Trial by Fire                                 | Джексон                 |

### Роли в сериалах
| Год       | Название на русском       | Оригинальное название           | Роль                       | Примечание                                    |
| --------- | ------------------------- | ------------------------------- | -------------------------- | --------------------------------------------- |
| 2003—2012 | Холм одного дерева        | One Tree Hill                   | Дарко                      | эпизод: A Rush of Blood to the Head           |
| 2005      | На запад                  | Into the West                   | Том Купер                  | эпизод: Ghost Dance                           |
| 2005—2017 | Побег                     | Prison Break                    | патрульный                 | эпизод: Scan                                  |
| 2006—2011 | Огни ночной пятницы       | Friday Night Lights             | Бак                        | эпизод: I Think We Should Have Sex            |
| 2006      | Потерянная комната        | The Lost Room                   | Энтони                     | 3 эпизода                                     |
| 2008—2013 | Во все тяжкие             | Breaking Bad                    | детектив Манн              | 1 эпизод в 4-м и 2 эпизода в 5-м сезоне       |
| 2010—2011 | Преследование             | Chase                           | Норвуд Хейс                | эпизод: Havoc                                 |
| 2010      | Хорошие парни             | The Good Guys                   | Лукас О’ Нил               | эпизод: $3.52                                 |
| 2010—2022 | Ходячие мертвецы          | The Walking Dead                | Тобин                      | Второстепенная роль с 5-го по 8-й сезон       |
| 2012—2018 | Нэшвилл                   | Nashville                       | Дейшелл Бринкс             | Гостевая роль в первых трех сезонах           |
| 2012—2013 | Вегас                     | Vegas                           | Стюарт Миллс               | эпизод: Pilot                                 |
| 2012—2014 | Революция                 | Revolution                      | Гарретт                    | 5 эпизодов в 2-м сезоне                       |
| 2012—2017 | Лонгмайр                  | Longmire                        | Мейсон Вон                 | эпизод: An Incredibly Beautiful Time          |
| 2012—2014 | Даллас                    | Dallas                          | начальник штаба/Эрик Аллен | эпизод: A Call to Arms и эпизод: Battle Lines |
| 2014—2016 | От заката до рассвета     | From Dusk Till Down: The Series | Уоррен Притчард            | 2 эпизода в 1-м сезоне                        |
| 2014—2017 | Оставленные               | The Leftovers                   | Джед                       | эпизод: The Book of Kevin                     |
| 2014      | Сплетенные судьбой        | Star-Crossed                    | Нокс                       | 2 эпизода                                     |
| 2014—2017 | Ночная смена              | The Night Shift                 | мистер Харрисон            | эпизод: Eyes Look Your Last                   |
| 2015—2017 | Американское преступление | American Crime                  | Хесс                       | эпизод: Episode Three                         |
| 2016      | Второй шанс               | Second Chance                   | сотрудник ФБР              | эпизод: A Suitable Donor                      |
| 2016—2019 | Проповедник               | Preacher                        | Сатана                     | 4 эпизода в 3-м сезоне                        |
| 2018—2023 | Ординатор                 | The Resident                    | офицер Уиннейкер           | эпизод: Now What?                             |
| 2021—2023 | Жестокое лето             | Cruel Summer                    | Ник Маршалл                | 4 эпизода в 1-м сезоне                        |